# Distretto di Ngoc Hien
Distretto di Ngoc Hien ((VI)   Ngọc Hien) è il distretto più meridionale (huyện) in provincia di Cà Mau nella regione del delta del Mekong in Vietnam.
Nel 2003 il distretto aveva una popolazione di 79 546 abitanti e si estendeva su un'area di 743 km².
Capitale di questo distretto è Vien An Dong.